# Yellow Hedgerow Dreamscape
Yellow Hedgerow Dreamscape es un álbum recopilatorio de la banda inglesa de rock progresivo Porcupine Tree, editado por primera vez en 1994 en una edición limitada de 2.500 copias. En el año 2000, el sello Gates of Dawn reeditó el disco como un LP doble de vinilo amarillo limitado únicamente a 1000 copias, y otra en vinilo negro de sólo 150 ejemplares. 300 copias extra fueron distribuidas en vinilo verde en 2005.

## Lista de canciones

### Lista del CD de 1994
1. "Mute" – 8:05
2. "Landscare" – 2:58
3. "Prayer" – 1:38
4. "Daughters In Excess" – 6:34
5. "Delightful Suicide" – 1:04
6. "Split Image" – 1:53
7. "No Reason To Live, No Reason To Die" – 11:07
8. "Wastecoat" – 1:11
9. "Towel" – 3:37
10. "Execution Of The Will Of The Marquis De Sade" – 5:07
11. "Track 11" - 3:00
12. "Radioactive Toy" - 5:57
13. "An Empty Box" - 3:12
14. "The Cross / Yellow Hedgerow Dreamscape" - 20:44
15. "Music For The Head" - 1:23

### Lista del LP de 2000/2005

#### Cara A
1. "Mute" – 8:05
2. "Landscare" – 2:58
3. "Prayer" – 1:38
4. "Daughters In Excess" – 6:34
5. "Delightful Suicide" – 1:04

#### Cara B
1. "Split Image" – 1:53
2. "No Reason To Live, No Reason To Die" – 11:07
3. "Wastecoat" – 1:11
4. "Towel" – 3:37

#### Cara C
1. "Execution Of The Will Of The Marquis De Sade" – 5:07
2. "Track 11" - 3:00
3. "Radioactive Toy" - 5:57
4. "An Empty Box" - 3:12

#### Cara D
1. "Out" - 8:57
2. "Yellow Hedgerow Dreamscape" - 10:48
3. "Music For The Head" - 1:23

- Datos: Q962798